# Moenkhausia jamesi
Moenkhausia jamesi är en fiskart som beskrevs av Eigenmann, 1908. Moenkhausia jamesi ingår i släktet Moenkhausia och familjen Characidae. Inga underarter finns listade i Catalogue of Life.